# Патака
Пата́ка (порт. pataca от арабского abu taka — «отец пушки», в просторечии — putaka, pataka) — наименование нескольких типов монет и денежных единиц:
- с XVI века — название испанского песо[англ.] и талера Марии Терезии в Леванте и Северо-Восточной Африке;
- с XVII века — название песо, затем надчеканенных песо (впоследствии патакан или патакао[порт.]) и половинки песо (собственно патака) в Бразилии;
- во второй половине XVII века — португальская колониальная монета достоинством в 320 реалов, а в XIX веке — колониальная счётная денежная единица, эквивалентная 450 реалам (колониальная патака);
- с начала XVIII века по 1834 год — собственная монета Португалии номиналом в 320 реалов (португальская патака);
- с 1894 по 1959 год — денежная единица Восточного Тимора (тиморская патака);
- с 1894 по настоящее время — денежная единица Макао (патака Макао)[1][2].

## Происхождение названия
С XVI века одной из наиболее популярных иностранных монет в Леванте (Сирия, Ливан, Палестина, Египет, Турция и другие территории Восточного Средиземноморья) и Северо-Восточной Африке (северное побережье Средиземного моря, Эфиопия и Эритрея) стало испанское песо. Эта одна из самых известных в мире серебряных торговых монет была впервые выпущена Карлом I (1516—1556) и имела достоинство в 8 реалов (исп. peso de à ocho — дословно «кусок в восемь [реалов]», «восьмерик»). Первоначально на монете изображались герб Испании и геркулесовы столбы. Арабы, которые часто давали иностранным монетам местные наименования, добавляя после приставки «абу» («отец») образное выражение, характеризующее конкретный тип монеты, прозвали песо «абу така» (отец пушки). Очевидно, геркулесовы столбы были восприняты в качестве пушечных стволов. Впоследствии «абу така» превратилось в слово «патака», которое было заимствовано португальцами и распространилось по португалоговорящему миру.

## Патака в Бразилии и Португалии, патакан
В XVII веке испанское песо стало основным инструментом денежного обращения в Бразилии, тогда португальской колонии. Поскольку стоимость монет, выраженная в португальских реалах постоянно повышалась, с 1643 года на них стали делать надчеканки с указанием текущего номинала: в 1643 году — 480 реалов, затем 600, 640, в 1734-м — 800. Патакой в Бразилии назывались как сами испанские песо, так и надчеканенные монеты. Это наименование также получили надчеканенные половинки (монеты, разрезанные пополам), а целые, как эквивалент песо, стали именоваться «патакан» или «патакао» (порт. patacão — большая патака).
Из-за потребности в инструментах денежного обращения, которые были бы равны по стоимости половине песо (разрезанным пополам и надчеканенным песо), португальский король Жуан IV (1640—1656) выпустил серебряную монету достоинством в 320 реалов. С её выпуском как в Португалии, так и в Бразилии, название «патака» стало ассоциироваться уже исключительно с монетами номиналом 320 реалов. Также выпускались 2 и 1⁄2 патаки (соответственно 640 и 160 реалов). Первоначально все три номинала являлись колониальными монетами Португалии — уже не только в Бразилии, но и в юго-восточных колониях, а впоследствии на их основе возникла португальская колониальная денежная единица — счётная патака, использовавшаяся до начала XX века.
Одновременно с колониальной патакой для внутреннего обращения Жуан IV начал чеканку португальских талеров — крузадо, весивших 22,95 грамма при содержании серебра в 21,04 г (400 реалов, с 1663 года — 500 реалов). При Педру II (1683—1706) в дополнение к крузадо, чей вес к этому моменту уже сильно снизился, выпущена патака (серебряная монета весом 10,64 грамма с содержанием чистого серебра в 9,75 г и достоинством 320 реалов) для внутреннего обращения уже непосредственно в самой Португалии. На аверсе монеты был изображён герб страны, на реверсе — крест Ордена Иезуитов на фоне земного шара. Помимо неё также чеканились монеты достоинством в 3, 2 и 1⁄2 патаки (соответственно, 960, 640 и 160 реалов). В 1834 году чеканка всех четырёх номиналов была прекращена. С 1805 (или с 1810-го) по 1834 год некоторые из этих монет чеканились также в Бразилии. К этому моменту испанскому песо (укрепившееся в Бразилии местное название — «патакан» или «патакао») по содержанию серебра соответствовала монета с обозначением номинала в 960 реалов (3 патаки).

## Патака Макао и Восточного Тимора
В 1894 году счётная патака была объявлена основной денежной единицей Макао и Восточного Тимора, приравнена к 450 португальским реалам или к 1 гонконгскому доллару. В 1900 году в Восточном Тиморе на иностранных песо начали ставить надчеканки в виде креста. В 1902 году в Макао было открыто агентство португальского Национального заморского банка, который получил исключительное право на выпуск банкнот в патаках. Они появились в обращении 27 января 1906 года и до 1912 года имели хождение как в Макао, так и в Восточном Тиморе. В 1912 году в Дили (Восточный Тимор) было открыто агентство Национального заморского банка, начавшее в том же году выпуск банкнот для Тимора. Первоначально это были денежные знаки филиала Национального заморского банка в Макао с надпечатками «Pagável em Dilly-Timor» или «Pagável em Timor». Выпуск собственных банкнот, датированных 1 января 1910 года, — собственно тиморская патака (порт. Pataca de Timor Português) — агентство начало в марте 1915 года. Между 1942 и 1945 годами в оккупированном Японией Тиморе имели хождение японский оккупационный гульден и японская оккупационная рупия. С восстановлением португальской колониальной администрации в 1945 году выпуск патаки был возобновлён и продолжался до 1 января 1959 года, когда вместо неё был введён тиморский эскудо. Патака Макао (кит. 澳門圓, порт. pataca macaense) продолжает оставаться национальной валютой Макао и сегодня.